# Que restera-t-il ?
Singles de Johnny Hallyday
Chavirer les foules
(2008) Ça n'finira jamais
(2008)
Clip vidéo
[vidéo] « Que restera-t-il ? », sur YouTube
Que restera-t-il ? est une chanson de Johnny Hallyday issue de son album de 2007 Le Cœur d'un homme. Le chanteur l'a dédie à sa mère décédée quelques mois plus tôt. Le 17 mars 2008, Que restera t-il ? sort en single digital.

## Développement et composition
La chanson est écrite et composée par Didier Golemanas. L'enregistrement est produit par Yvan Cassar.
Johnny Hallyday a précédemment interprété, en 2003, une chanson nommée Que restera-t-il (enregistrée en public au Parc des princes - voir l'album Parc des Princes 2003), qui est l'adaptation française par Michel Mallory du titre Up Around the Bend de Creedence Clearwater Revival (extrait de 5ème album du groupe Cosmo's Factory).

## Liste des pistes
Single digital — 17 mars 2008, Warner Music France
1. Que restera-t-il (3:53)[4]